# Paul Cook
Paul Cook (ur. 20 lipca 1956 w Londynie) – perkusista zespołu Sex Pistols w latach 1975–1978 i znowu od 1996 (po reaktywacji). Po rozpadzie Sex Pistols współpracował m.in. z Bow Wow Wow i Edwinem Collinsem. W latach 1980–82 był perkusistą zespołu The Professionals założonego ze Steve’em Jonesem – kolegą z  Sex Pistols.